# Mistrzostwa Świata w Tenisie Stołowym 1965
28. Mistrzostwa świata w tenisie stołowym odbyły się w dniach 15–25 kwietnia 1965 w Lublanie. Zawody zostały zdominowane przez reprezentantów Chin, którzy zwyciężyli w większości konkurencji.

## Końcowa klasyfikacja medalowa
| Miejsce | Państwo        | Złoto | Srebro | Brąz | Razem |
| ------- | -------------- | ----- | ------ | ---- | ----- |
| 1       | Chiny          | 5     | 4      | 7    | 16    |
| 2       | Japonia        | 2     | 3      | 2    | 7     |
| 3       | Anglia         | 0     | 0      | 1    | 1     |
| 3       | RFN            | 0     | 0      | 1    | 1     |
| 3       | Korea Północna | 0     | 0      | 1    | 1     |

## Medaliści
| Konkurencja:               | Złoto:                    | Srebro:                     | Brąz:                                              |
| gra pojedyncza kobiet      | Naoko Fukazu              | Lin Huiqing                 | Noriko Yamanaka Li Li                              |
| gra pojedyncza mężczyzn    | Zhuang Zedong             | Li Furong                   | Zhou Lansun Eberhard Schöler                       |
| gra podwójna kobiet        | Lin Huiqing Zheng Minzhi  | Masako Seki Noriko Yamanaka | Feng Mengya Li Li Li Henan Liang Lizhen            |
| gra podwójna mężczyzn      | Zhuang Zedong Xu Yinsheng | Wang Zhiliang Zhang Xielin  | Li Furong Wang Jiasheng Yu Changchun Zhou Lansun   |
| gra mieszana               | Koji Kimura Masako Seki   | Zhang Xielin Lin Huiqing    | Zhuang Zedong Liang Lizhen Ken Konaka Naoko Fukazu |
| konkurs drużynowy mężczyzn | Chiny                     | Japonia                     | Korea Północna                                     |
| konkurs drużynowy kobiet   | Chiny                     | Japonia                     | Anglia                                             |